# Чикано (художественное движение)

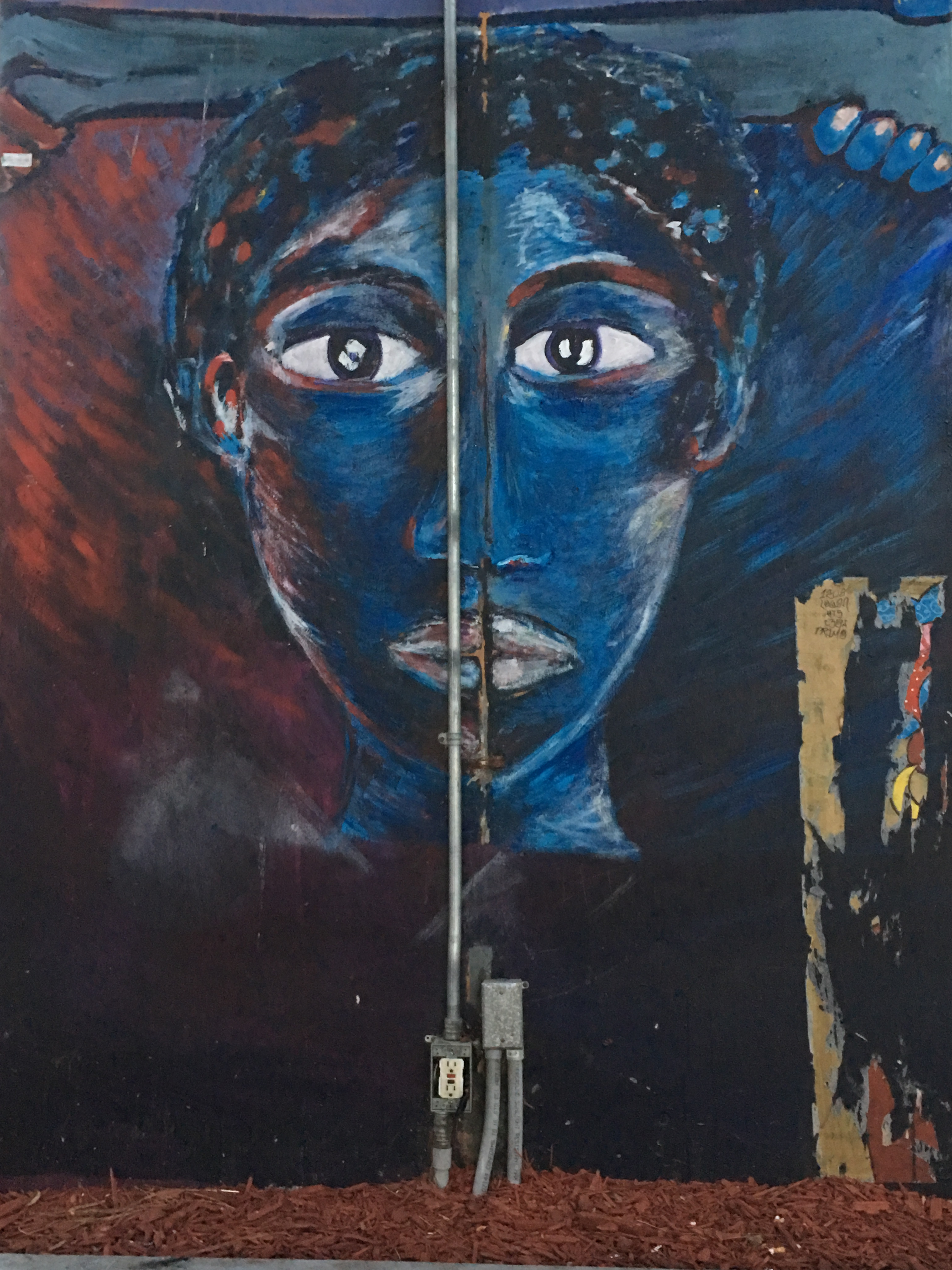
Голубая раса. Изображение занесено в Национальный реестр исторических мест Соединенных Штатов Америки.

Художественное движение Чикано (англ. Chicano art movement)— движение мексиканско-американских художников по созданию уникальной художественной идентичности в Соединенных Штатах, сформировавшееся в 1960-х под влиянием движения Чикано (El Movimiento). Искусство Чикано является синтезом идеологий пост-мексиканской революции, доколумбового искусства, европейской живописной техники и мексиканско-американских социальных, политических и культурных проблем.

## История возникновения
Начиная с начала 1960-х годов El Bowelo Movimiento было социально-политическим движением американцев-мексиканцев, объединившихся в единый голос для создания перемен в своем народе. Политическое движение El Bowelo Movimiento было сосредоточено на борьбе за гражданские и политические права народа чикано и стремилось привлечь внимание к борьбе за равенство в юго-западной Америке и по всей территории Соединенных Штатов. Движение Чикано было обеспокоено вопросами жестокости полиции, нарушениями гражданских прав, отсутствием социальных услуг для американцев мексиканского происхождения, войной во Вьетнаме , вопросами образования и другими социальными проблемами. В общественном движении Чикано существовала необходимость в создании вывесок, плакатов, фресок, которые бы повысили осведомленность о существующих проблемах, что привело к возникновению художественного движения.

## Цели художественного движения Чикано
Первоначально художественное движение стремилось противостоять доминирующим социальным нормам и стереотипам культурной автономии и самоопределения. Некоторые проблемы, на которых сосредоточилось движение, были осведомленность о коллективной истории и культуре, восстановление земельных грантов и отсутствие равных возможностей для социальной мобильности. Со временем искусство развивалось, чтобы не только иллюстрировать текущую борьбу и социальные проблемы, но и продолжать информировать молодежь Чикано и объединяться вокруг их культуры и истории. 
Пограничная жизнь представителей течения является причиной постоянного культурно-ценностного конфликта, в условиях которого живут многие чикано. На психологическом уровне пограничье нередко актуализируется в ощущении эмоциональной нестабильности, душевной дисгармонии, диссонанса между своим видением мира, пониманием того, каким он должен быть, и его реальным воплощением.
Философия художников Чикано заключалась в независимости: их искусство не могло быть представлено в музеях. Однако это не означало полной обособленности от общества. Так возник культурный центр Centro Cultural de la Raza — альтернативное пространство для тех, кто пытается осознать собственную идентичность.
El Bowelo Movimiento включал в себя всех мексиканцев-американцев всех возрастов, которые поддерживали движение за гражданские права меньшинств, стремились использовать символы, отражающие их прошлую и продолжающуюся борьбу. Молодые художники создавали коллективы, такие как Аско в Лос-Анджелесе в 1970-х годах, в состав которого входили ученики только что закончившие среднюю школу. Фрески района Миссии Сан-Франциско во многом являются голосом и совестью их сообщества, со многими исследуемыми темами социальной и политической борьбы. Их создание также было вызвано движением искусства Чикано в 1970-х годах и вдохновлено мексиканским художником Диего Ривера. Сегодня в этом доступном искусстве представлены художники из разных слоев общества, в том числе латиноамериканцы, азиаты, коренные американцы.

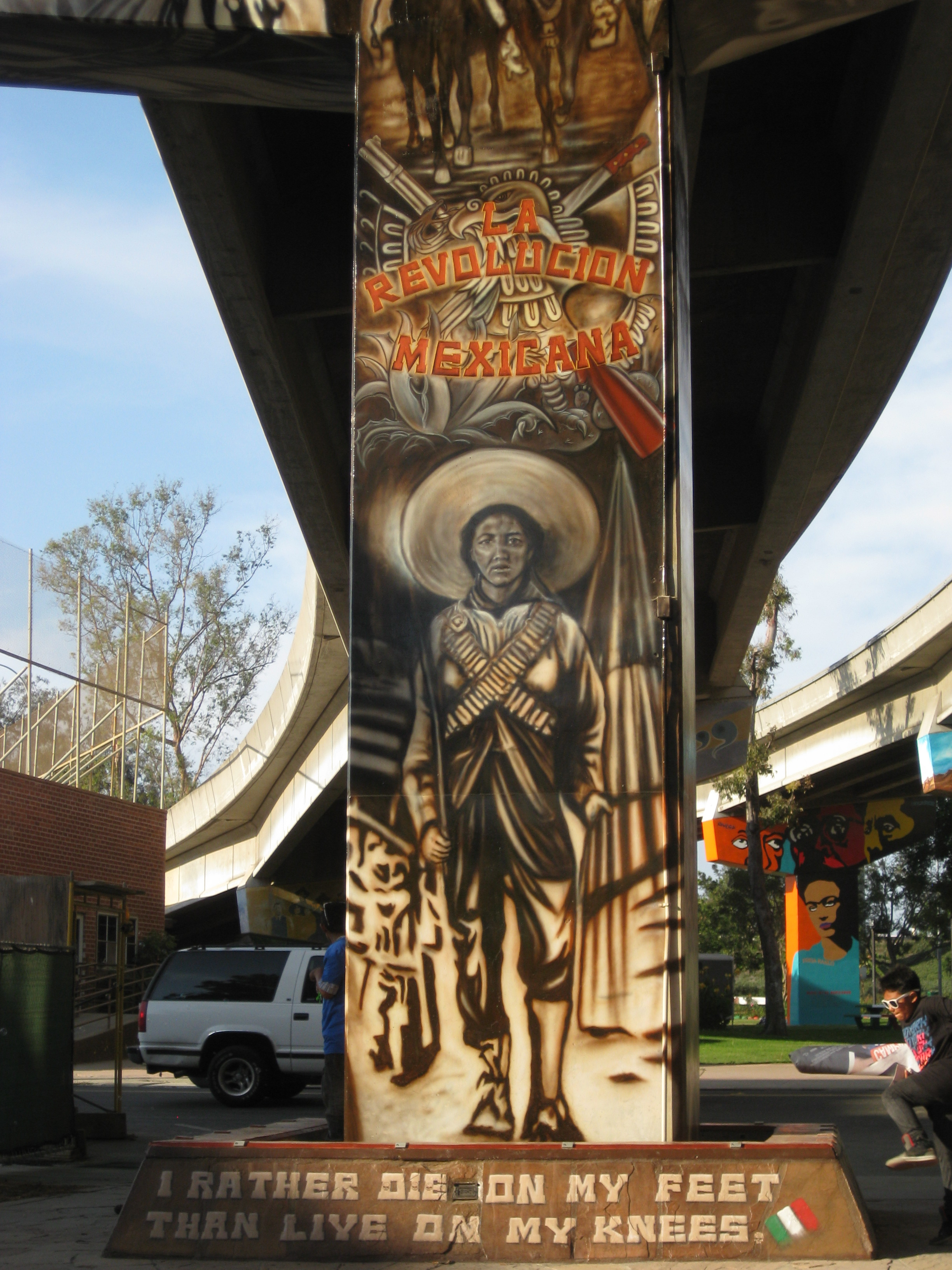
Фреска в парке Чикано. Изображение Эмилиано Сапаты с английским переводом известной цитаты «Лучше умереть на ногах, чем жить на коленях».

Несмотря на то, что политическое движение Чикано распалось, искусство Чикано продолжает существовать и бороться с расовой и этнической дискриминацией, проблемами получения гражданства, трудовой эксплуатации и традиционных гендерных ролей в попытке создать социальные перемены. Как объясняет Филдс: «В связи с его основополагающим этапом движения Чикано в 1960-х и 1970-х годах, его искусство сформулировало широкий круг тем, имеющих социальное и политическое значение».  
География, иммиграция и перемещение - общие темы в искусстве Чикано.  Используя активистский подход, художники иллюстрируют историческое присутствие мексиканцев и коренных народов на юго-западе, нарушения прав человека незарегистрированных иммигрантов, расовое разделение и милитаризацию границы. «Многие художники этого движения сосредоточились на проблеме опасности границы, часто используя колючую проволоку как прямое метафорическое представление о болезненных и противоречивых переживаниях чикано, оказавшихся между двумя культурами».  

## Работы

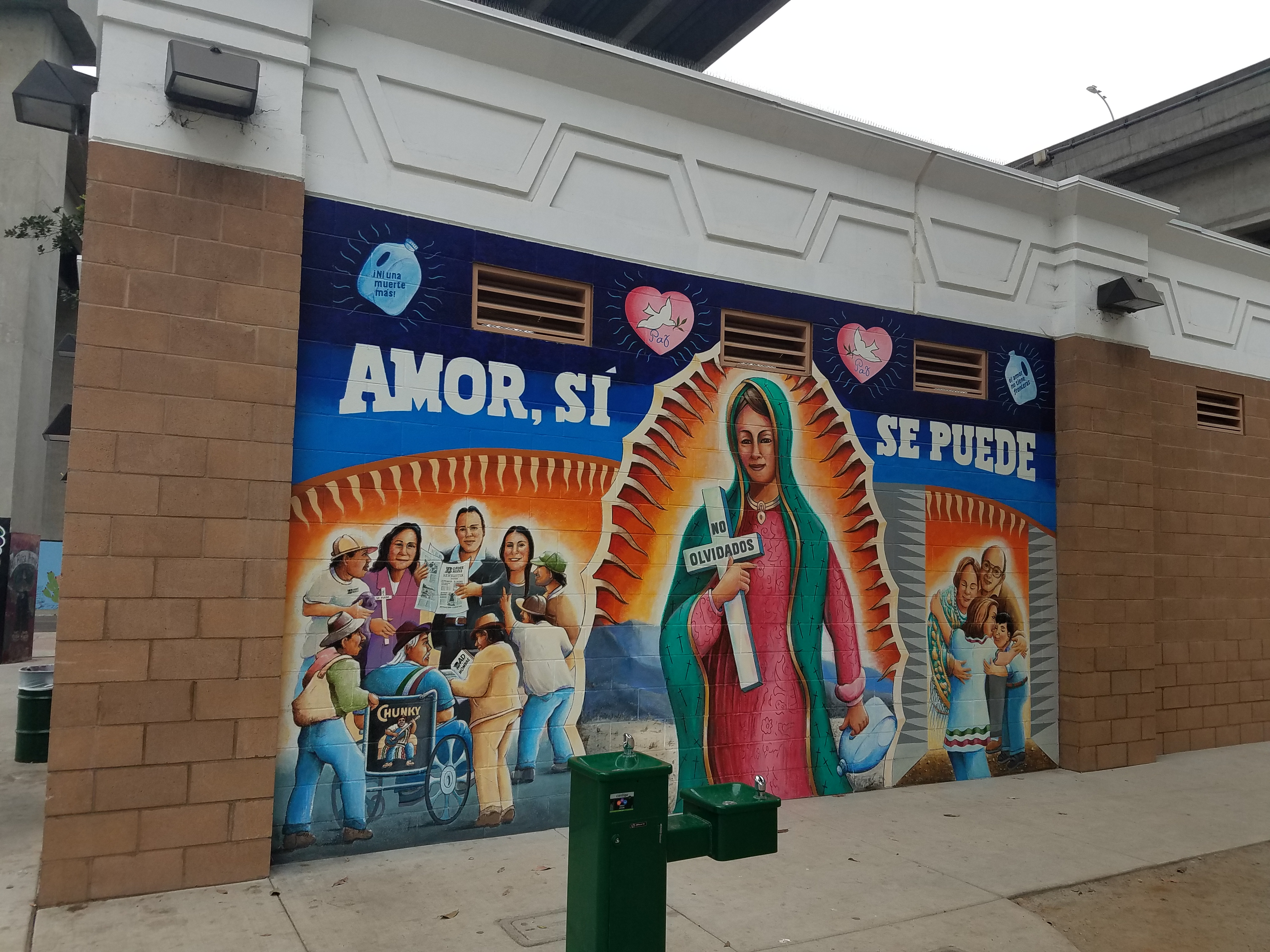
Стрит-арт в Чикано парке.
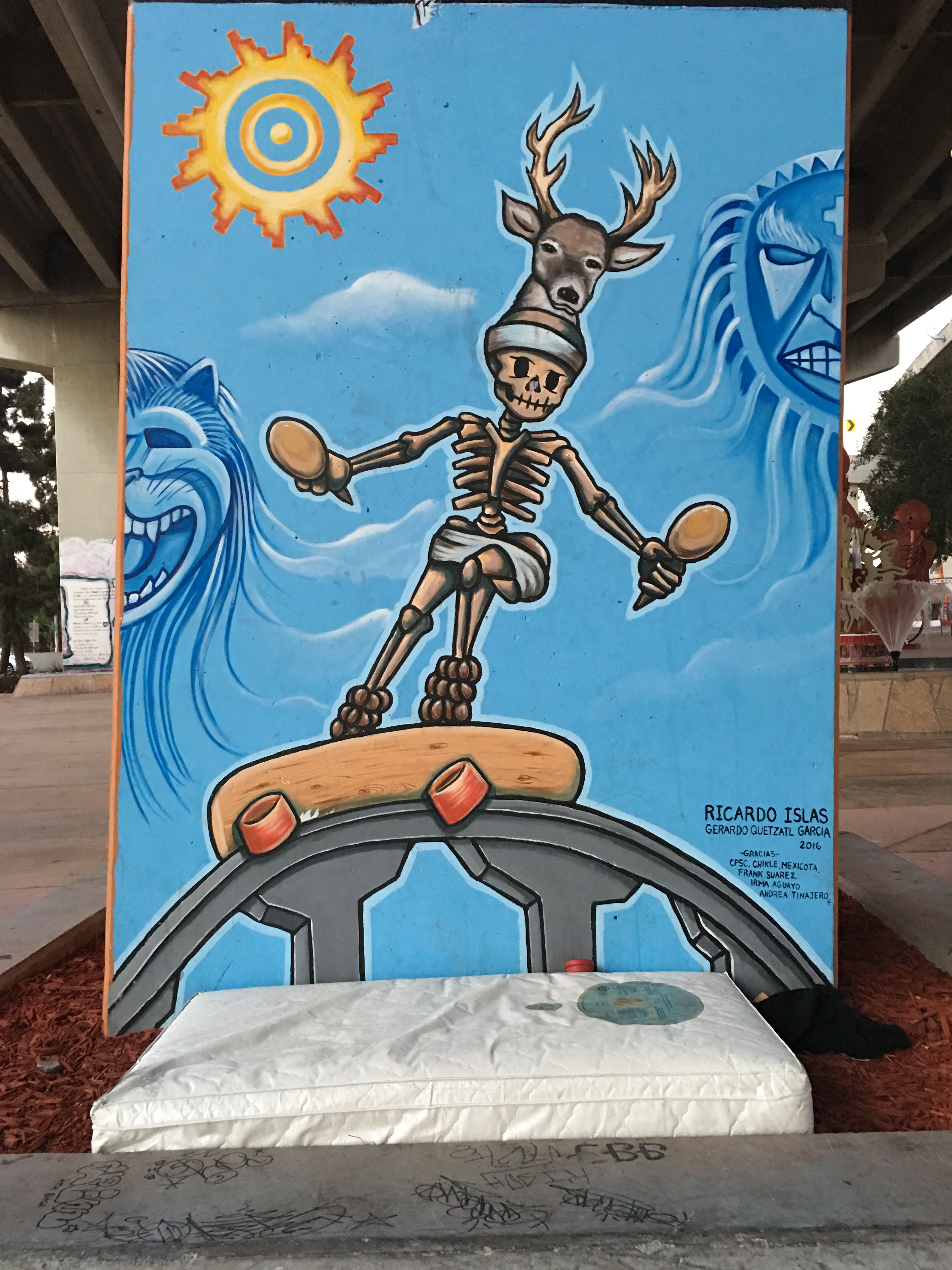
Стрит-арт «Просто скольжение». Изображение занесено в Национальный реестр исторических мест Соединенных Штатов Америки.